# Henrik Lindfors
Anders Henrik Lindfors, född 1 oktober 1850 i Lund, död 9 juni 1929 i Alingsås, var en svensk skeppsbyggmästare och maskiningenjör.
Henrik Lindfors var son till kontraktsprost Johan Otto Lindfors och sonson till Anders Otto Lindfors. Efter mogenhetsexamen vid Katedralskolan i Lund 1870 blev han student vid Lunds universitet. Han lämnade dock studierna vid universitetet för att bli skeppsbyggmästare och avlade 1874 skeppsbyggmästarexamen vid skeppsbyggeriskolan i Göteborg. Lindfors var 1874–1875 andre verkmästare vid Lindholmens varv och 1876–1877 skeppsmätningskontrollör i Stockholm. Samtidigt var han 1876–1877 extra elev vid Teknologiska Institutet och lät 1877 ge ut ett arbete om propellerns teori. Lindfors var 1878–1880 delägare i ett mekaniskt varv och drev tillsammans med Johan Sjöholm Qvillebäckens gjuteri & mekaniska verkstad 1880–1881. Samtidigt var han andre lärare vid skeppsbyggeriskolan i Göteborg 1878–1880. Därefter kom Lindfors att praktisera vid olika ritkontor i USA 1881–1882 innan han 1883–1884 blev förste ingenjör och arbetsledare vid Viborgs mekaniska verkstad i Finland. Han var 1884–1887 förste ingenjör och verkstadsföreståndare vid AB Atlas verkstäder och varv i Gävle, 1887–1890 ritkontorschef vid South Norwalk Iron Works i Connecticut, 1890–1894 avdelningschef vid Kockums Mekaniska Verkstads AB och därefter lektor i skeppsbyggeri vid Chalmers tekniska läroanstalt 1894–1911 och 1911–1916 professor i samma ämne där (senare Chalmers tekniska institut). Lindfors var 1895–1911 skeppsmätningskontrollör i västra distriktet, 1895–1914 besiktningsman för passagerarångfartyg i Göteborg samt 1895–1906 fartygs- och maskininspektör för Det Norske Veritas i Göteborg och västra Sverige.